# كأس ألبانيا 2000–01
كأس ألبانيا 2000–01 (بالألبانية: Kupa e Republikës 2000-01‏) هو الموسم 49 من كأس ألبانيا. أقيم خلال الفترة 26 أغسطس 2000 وحتى 26 مايو 2001، وأشرف على تنظيمه اتحاد ألبانيا لكرة القدم، وفاز فيه نادي تيرانا.